# Церковь Рождества Пречистой Девы Марии (Окняны)
Церковь Рождества Пречистой Девы Марии в селе Окняны (укр. Різдва Пречистої Діви Марії) — храм в селе Окняны Ивано-Франковского района, уникальный пример польского деревянного проекта архитектуры. С 1721 года использовался как костел, с 2003 года греко-католическая церковь. Является одним из самый старых церквей в Тлумацком деканате и Коломыйской епархии.

## История
Основан в 1721 г. в городе Тлумач как костел святого апостола Варфоломея. Приход в селе Окняны впервые упомянут в Тлумацком деканате от 1780-го года.
В 1880-е в Тлумаче был построен новый костел святой Анны. В 1884 году костел Варфоломея перенесен в Окняны. В 1945 году после того как в селе не осталось римо католиков (поляков и русинов латиников) церковь использовали как магазин.
В 2003 году храм восстановлен благодаря Обществу почитателей Львова и стараниям депортированного с Галиции поляка Ежи Чижицкого. Со стороны местных греко-католиков активно способствовал в возобновлении деятельности костела отец Руслан Пасечный.
12 февраля 2006 года храм визитировал и освятил епископ Коломыйский Николай (Симкайло).
Настоятель: Иван Федорчук